# Estação Sevilla (Metrô da Cidade do México)
A Estação Sevilla é uma das estações do Metrô da Cidade do México, situada na Cidade do México, entre a Estação Insurgentes e a Estação Chapultepec. Administrada pelo Sistema de Transporte Colectivo, faz parte da Linha 1.
Foi inaugurada em 4 de setembro de 1969. Localiza-se no cruzamento da Avenida Chapultepec com a Rua Londres. Atende os bairros Juárez e Roma Norte, situados na demarcação territorial de Cuauhtémoc. A estação registrou um movimento de 12.539.284 passageiros em 2016.